# 463

## Esdeveniments
- Orleans, Gàl·lia: En l'enfrontament entre les tropes de Teodoric II (rei dels visigots) i els gal·loromans d'Egidi, mor el germà del primer, Frederic, associat al tron.
- Burgúndia: Amb la mort de Gondioc, el seu germà Khilperic I, que ja era associat al tron, esdevé rei.
- Regne Franc: Khilderic I recupera el poder al país, eclipsant Egidi.
- Tràcia: El dux Basilisc acaba amb victòria la seva campanya contra els búlgars.

## Necrològiques
- 10 de juny, Tunis, Àfrica: Santa Oliva de Palerm, màrtir.
- Orleans, Gàl·lia: Frederic el visigot, associat al tron de Tolosa amb el seu germà Teodoric II (rei dels visigots), en batalla.
- Burgúndia: Gondioc, rei.